# 笹平奈那
笹平 奈那　(ささひら なな、1998年8月6日 - ）は、日本のファッションモデル。現在はCRUVA managementに所属。
13歳でEXPGに所属。キッズダンサーとしてLDHアーティストのツアーダンサーを務める。
その後矢新愛梨、涼井綾乃と共にOneSideGame としてメジャーデビュー。iTunes Storeではアルバムを発表。2021年12月9日をもってグループ解散。
その後CRUVA managementに所属している。